# آنا أورسولا جودمندسدوتير
آنا أورسولا جودمندسدوتير مواليد 1 مايو 1985 في ريكيافيك، هي لاعبة كرة يد أيسلندية. مثلت منتخب أيسلندا لكرة اليد للسيدات وشاركت في بطولة العالم لكرة اليد للسيدات 2011.